# Semiothisa subapicaria
Semiothisa subapicaria là một loài bướm đêm trong họ Geometridae.